# Payogasta
Payogasta är en ort i Argentina.   Den ligger i provinsen Salta, i den norra delen av landet, 1 300 km nordväst om huvudstaden Buenos Aires. Payogasta ligger 2 438 meter över havet och antalet invånare är 404.
Terrängen runt Payogasta är varierad. Runt Payogasta är det mycket glesbefolkat, med 2 invånare per kvadratkilometer.. Närmaste större samhälle är Cachí, 9,7 km sydväst om Payogasta.
Omgivningarna runt Payogasta är i huvudsak ett öppet busklandskap.